# Марко Гвида
Марко Гвида (шп. Marco Guida) је италијански фудбалски судија који суди у Серији А. Он је судија ФИФА од 2014. године и рангиран је као судија у елитној категорији УЕФА.

## Судијска каријера
Године 2010. Гвида је почео да суди у Серији А. Његов први меч као судија био је 31. јануара 2010. између Кјево Вероне и Болоње. Године 2014. стављен је на списак ФИФА судија. Његов први меч у сениорском континенталном клубу као судија био је 17. јула 2014, утакмица између бугарског фудбалског клуба Ботев Пловдив и аустријског Ст. Пелтена у другом колу квалификација за Лигу Европе УЕФА. Своју прву сениорску међународну утакмицу одрадио је 4. септембра 2014. између Хрватске и Кипра. Такође је судио у кинеској Супер лиги 2018. године.
У априлу 2024, Гвида је изабран да суди на УЕФА Еуро 2024 у Немачкој.

## Суђења на Европском првенству у фудбалу 2024
| фаза        | Датум         | Место одржавања | Домаћи тим  | Гостујући тим | Резултат  |
| ----------- | ------------- | --------------- | ----------- | ------------- | --------- |
| Групна фаза | 18. јун 2024. | Лајпциг         | Португалија | Чешка         | 2:1 (0:0) |
| Групна фаза | 24. јун 2024. | Дортмунд        | Француска   | Пољска        | 1:1 (0:0) |